# Mykola Kapustjanskyj

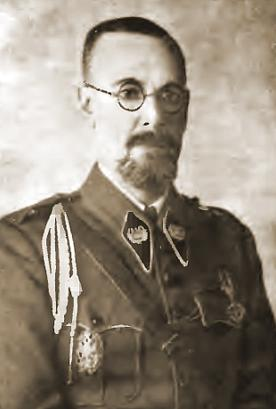
Mykola Kapustjanskyj vor 1939

Mykola Oleksandrowytsch Kapustjanskyj (* 20. Januarjul. / 1. Februar 1879greg. in Tschumaky, Gouvernement Jekaterinoslaw / Russisches Kaiserreich; † 19. Februar 1969 in München) war ein General der Streitkräfte der Ukrainischen Volksrepublik und Führungsmitglied der Organisation Ukrainischer Nationalisten (OUN).

## Biographie
Kapustjanskyj wurde 1879 in einem Dorf in der heutigen ukrainischen Oblast Dnipropetrowsk als Sohn eines orthodoxen Priesters geboren und besuchte bis 1899 das Priesterseminar in Jekaterinoslaw. 1904 war er Absolvent der Infanteriekadettenschule in Odessa und nahm zwischen 1904 und 1905 als Freiwilliger am Russisch-Japanischen Krieg teil, absolvierte 1912 die Generalstabsakademie in Sankt Petersburg und kämpfte als Soldat der Kaiserlich Russischen Armee im Ersten Weltkrieg. Er wurde 1917 zum Oberst befördert und war nach der Oktoberrevolution Generalstabsoffizier der ukrainischen Einheiten der russischen Armee. 1920 wurde er zum Brigadegeneral befördert. Nach dem Polnisch-Sowjetischen Krieg war er von 1921 bis 1923 in Polen interniert und ging nach seiner Entlassung nach Frankreich, wo er die ukrainische Nationale Union in Frankreich gründete und leitete.
Kapustiansky war eines der Gründungsmitglieder und von 1929 bis zu seinem Tod Führungsmitglied der OUN. Nach der Spaltung der OUN 1940 unterstützte er die OUN-M unter der Führung Andrij Melnyks. Um Unterstützung für die OUN zu erhalten, besuchte er zwischen 1936 und 1937 Gemeinden von Exilukrainern in den Vereinigten Staaten und Kanada. Im Zweiten Weltkrieg versuchte er als Stellvertretender Vorsitzender des Ukrainischen Nationalen Rates in Kiew ein ukrainisches Truppenkontingent innerhalb der Wehrmacht zu bilden, wurde jedoch von den Deutschen inhaftiert. Nach dem Krieg emigrierte er nach München und war erster Leiter der militärischen Abteilung der Exilregierung der Ukrainischen Nationalen Republik. Er verfasste ein Buch und zahlreiche Artikel zu militärischen Themen. Er starb 1969 in München und war dort auf dem Waldfriedhof beerdigt. Am 22. Januar 2010 wurde Kapustjanskyj auf den Lytschakiwski-Friedhof in Lemberg umgebettet.